# Sveriges lägst belägna vägar
Lista över några av Sveriges lägst belägna vägar:

## Sveriges lägst belägna vägar
- Äspölaboratoriet i Figeholm 450 m.u.h privat väg, Oskarshamns kommun
- gruvan i Malmberget, ≈380 m.u.h., privat väg
- Muskötunneln, 66 m.u.h., allmän väg
- E45, Götatunneln, Göteborg, 35 m.u.h.
- E6, Tingstadstunneln, Göteborg, 13 m.u.h.
- E6, Ljungskile, 3,5 m.u.h
- E22, Kristianstads vattenrike, ≈2 m.u.h. (marken i närheten är 2,4 m.u.h.)

### Webbkällor
- Kartsök & Ortnamn
- https://minkarta.lantmateriet.se/ Lantmäteriets karta med höjder ur Nationella höjdmodellen